# بئر صالح
بئر صالح (به عربی: بئر صالح) یک منطقهٔ مسکونی در تونس است که در استان صفاقس واقع شده‌است.